# Pavlovac (Banja Luka)
Pour les articles homonymes, voir Pavlovac.
Pavlovac (en serbe cyrillique : Павловац) est un village de Bosnie-Herzégovine. Il est situé sur le territoire de la ville de Banja Luka et dans la république serbe de Bosnie. Selon les premiers résultats du recensement bosnien de 2013, il compte 1 934 habitants.

## Géographie
Le village est situé au nord-ouest de Banja Luka, au bord de la rivière Surtolija, un affluent du Vrbas.

## Démographie

### Évolution historique de la population dans la localité
| 1948 | 1953 | 1961 | 1971 | 1981 | 1991  | 2013  |
| ---- | ---- | ---- | ---- | ---- | ----- | ----- |
| -    | -    | 639  | 663  | 772  | 1 522 | 1 934 |

|  |